# Slawonia

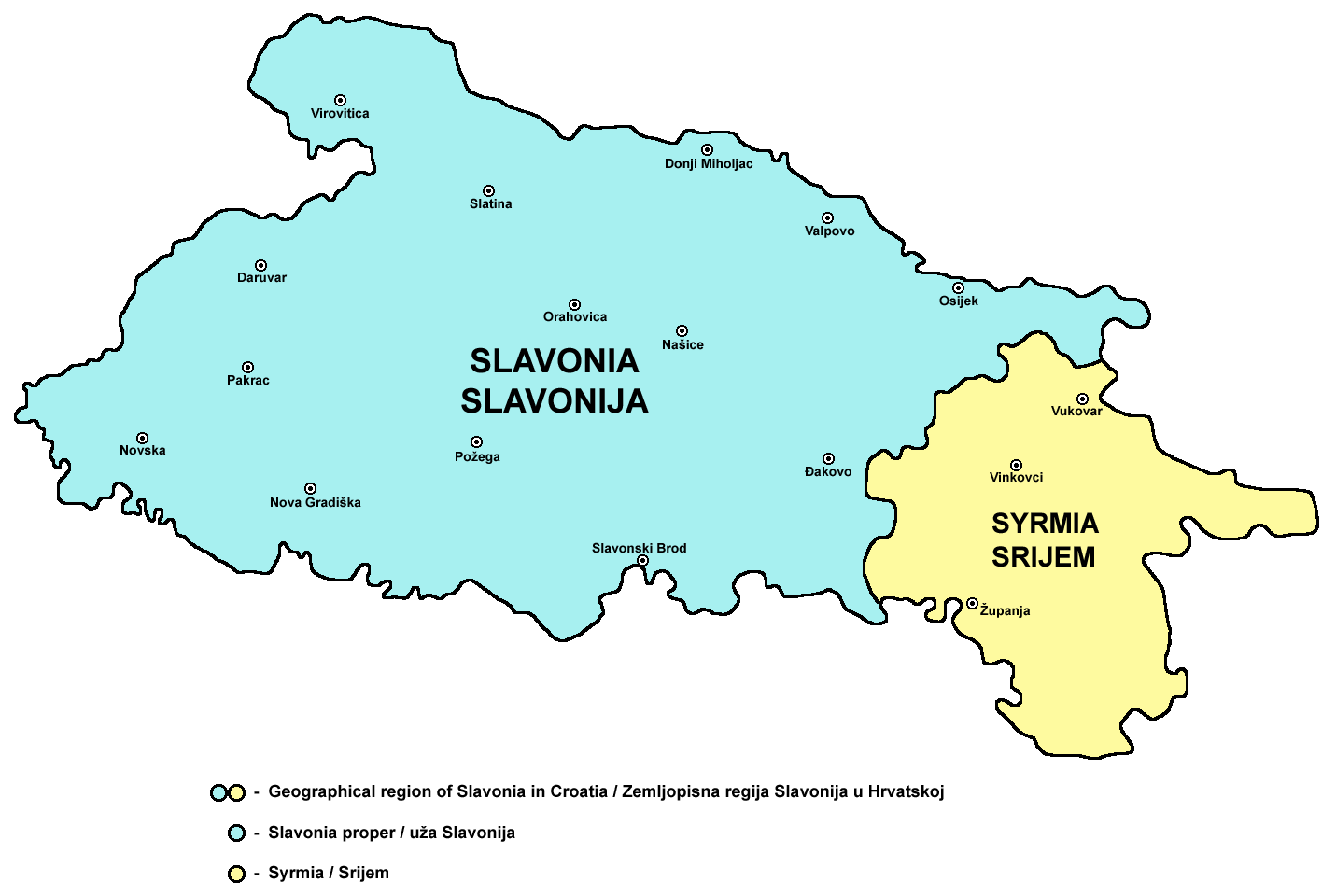
Plan Slawonii

Slawonia (także pol. Sławonia, chorw. Slavonija) – kraina historyczna we wschodniej Chorwacji, położona w międzyrzeczu Sawy i Drawy. Często zaliczany jest do niej także region Sremu.
Slawonia zajmuje południowy skraj Kotliny Panońskiej. W jej skład wchodzą szerokie doliny Sawy i Drawy – Posawie i Podrawie oraz leżąca między nimi równina, z której wyrastają wzniesienia panońskich gór wyspowych (najwyższe pasmo – góry Papuk, do 953 m n.p.m.).
Główne miasta i ośrodki przemysłowe: Osijek, Slavonski Brod, Vukovar (historyczny Srem), Borovo.
Urodzajny region rolniczy – uprawa: pszenicy, kukurydzy, buraków cukrowych, konopi, lnu, drzew owocowych, winorośli, warzyw; hodowla: bydła i trzody chlewnej.
Na początku IX wieku Slawonia tworzyła odrębne księstwo Chorwacji Panońskiej (Posawskiej) pod władzą księcia Ljudevita, sięgając na zachód do rzeki Kupy. Od X wieku w składzie Chorwacji. W XVII i XVIII wieku w składzie Pogranicza Wojskowego między habsburskimi Węgrami a imperium osmańskim. Po pokoju karłowickim odtworzona w granicach przesuniętych na wschód jako odrębne Królestwo Slawonii. Po ugodzie chorwacko-węgierskiej w 1868 połączona z Chorwacją jako część Trójjedynego Królestwa Chorwacji, Slawonii i Dalmacji. Po rozpadzie Jugosławii w 1991 roku zachodnie (okolice Okučani) i wschodnie, zaliczane do Sremu, (okolice Vukovaru) skraje Slawonii zostały przez miejscowych Serbów włączone do Republiki Serbskiej Krainy. Od czasu jej likwidacji w 1995 pozostają w granicach Chorwacji.